# Državna cesta D12
Državna cesta D12 (bivši naziv: Autocesta A13) je brza cesta u Hrvatskoj. Planirano je da se izgradi od čvorišta Vrbovec 2 preko Bjelovara i Virovitice do graničnog prijelaza s Mađarskom kod Terezinog Polja u punom profilu autoceste.

## Projektiranje
Planirana dužina ceste iznosi 86,5 km. Državna cesta D12 podijeljena je na četiri dionice, njena gradnja počinje na 27,5 kilometara dugoj dionici Vrbovec 2 - Bjelovar, a ukupna ugovorena vrijednost radova na toj dionici iznosi 729,3 milijuna kuna. Radovi su službeno otvoreni 27. travnja 2009. godine. 16. travnja 2019. godine u promet je puštena poddionica od čvorišta Vrbovec 2 do Farkaševca u koju je uloženo 349 milijuna kuna.

## Izlazi i gradovi
| Županija               | km   | Izlaz                      | Naziv              | Odredište          | Napomena                                                             |
| ---------------------- | ---- | -------------------------- | ------------------ | ------------------ | -------------------------------------------------------------------- |
| Zagrebačka             | 0,0  | 1                          | Vrbovec 2          | D10                | Poveznica na državnu cestu D10 koja vodi prema Zagrebu i Koprivnici. |
| Zagrebačka             | 10,6 | 2                          | Farkaševac         | D544 · Ž2231       | Poveznica prema Kenđelovcu i Farkaševcu.                             |
| Bjelovarsko-bilogorska | xx,x | Prometni znak Parkiralište | Odmorište Bjelovar | Odmorište Bjelovar | Odmorište Bjelovar                                                   |
| Bjelovarsko-bilogorska | xx,x | 3                          | Gudovac            | -                  | Poveznica prema planiranoj gospodarskoj zoni Korenovo                |
| Bjelovarsko-bilogorska | 27,5 | 4                          | Bjelovar           | D43                | Poveznica prema Bjelovaru                                            |
| Bjelovarsko-bilogorska | xx,x | 5                          | Bulinac            | -                  | Poveznica prema Bulincu i Novoj Rači                                 |
| Bjelovarsko-bilogorska | xx,x | Prometni znak Parkiralište | Odmorište Bedenik  | Odmorište Bedenik  | Odmorište Bedenik                                                    |
| Bjelovarsko-bilogorska | xx,x | 6                          | Velika Pisanica    | -                  | Poveznica prema Velikoj Pisanici                                     |
| Bjelovarsko-bilogorska | xx,x | Prometni znak Tunel        | Tunel Bogaz        | Tunel Bogaz        | Tunel Bogaz                                                          |
| Virovitičko-podravska  | xx,x | Prometni znak Parkiralište | Odmorište Bilogora | Odmorište Bilogora | Odmorište Bilogora                                                   |
| Virovitičko-podravska  | xx,x | Prometni znak Tunel        | Tunel Lužnjak      | Tunel Lužnjak      | Tunel Lužnjak                                                        |
| Virovitičko-podravska  | xx,x | 7                          | Špišić Bukovica    | -                  | Poveznica prema Špišić Bukovici                                      |
| Virovitičko-podravska  | xx,x | 8                          | Virovitica         | D2 · D5            | Poveznica prema Virovitici                                           |
| Virovitičko-podravska  | xx,x | 9                          | Terezino Polje     | -                  | Poveznica prema graničnom prijelazu s Mađarskom kod Terezinog Polja  |

| Legenda | Legenda     |
| ------- | ----------- |
|         | U izgradnji |
|         | Planirano   |

## Vanjske poveznice
- Bivša autocesta A13 na stranicama Hrvatske udruge koncesionara za autoceste s naplatom cestarine  Arhivirana inačica izvorne stranice od 10. lipnja 2022. (Wayback Machine)